# Augsburger Panther

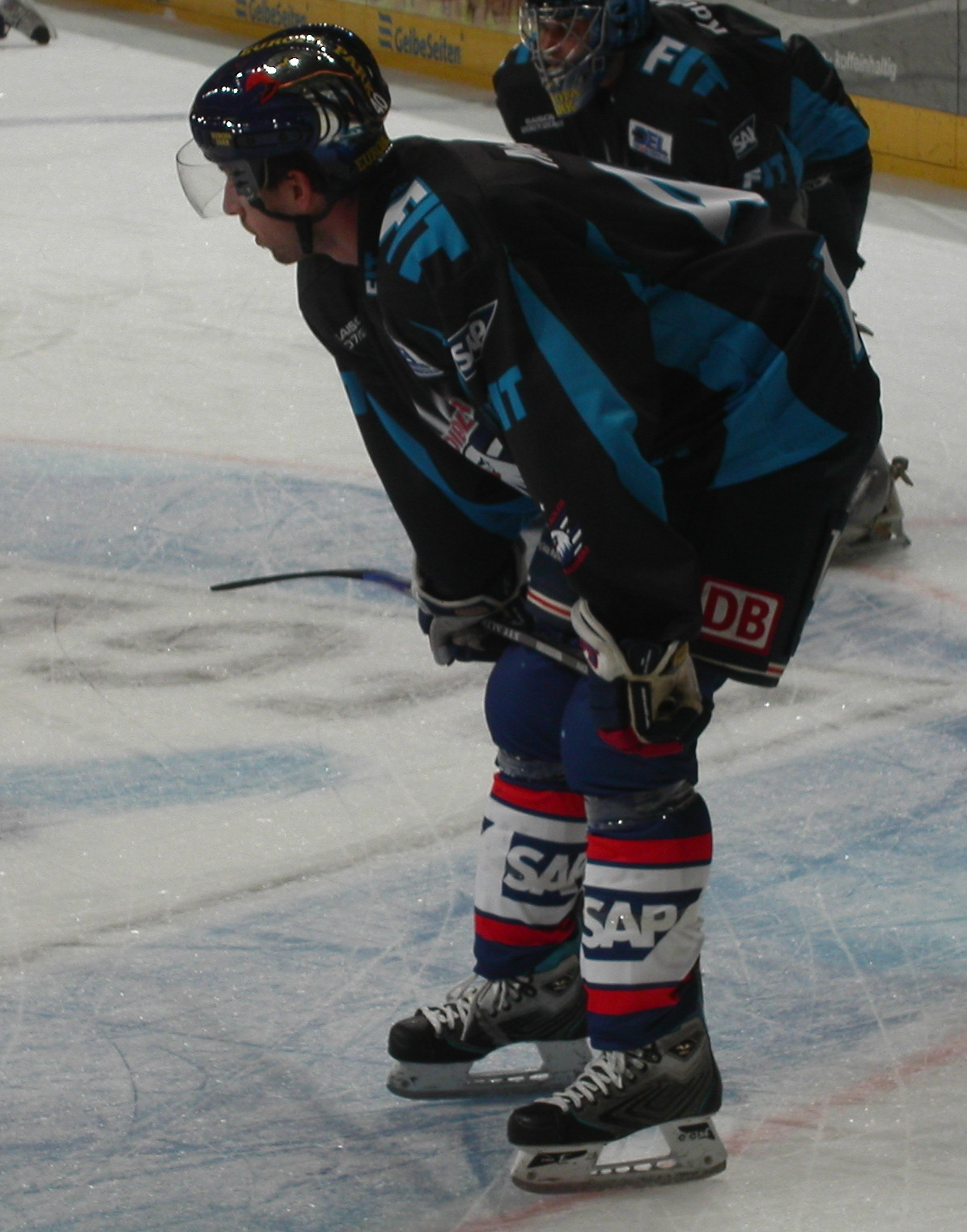
François Méthot

De Augsburger Panther is een ijshockeyteam uit het Duitse Augsburg. De Augsburger Panther komen uit in de DEL. De club speelt in het Curt Frenzel stadion.

## Namen
- Augsburger EV (1878-1994)
- Augsburger Panther (vanaf 1994)

## Prijzen
- Kampioen tweede divisie Duitsland 1967, 1976, 1978, 1986, 1992, 1994

## Selectie 2020-2021
Bijgewerkt tot 27 december 2020 
| #  | Pos.  | Naam                    | Nationaliteit      |
| -- | ----- | ----------------------- | ------------------ |
| XX | Coach | Tray Tuomie             | Verenigde Staten   |
| 3  | GK    | Joshua Appler           | Duitsland          |
| 32 | GK    | Moritz Borst            | Duitsland          |
| 35 | GK    | Markus Keller           | Duitsland          |
| 30 | GK    | Luca Mayer              | Duitsland          |
| 31 | GK    | Olivier Roy             | Canada             |
| 47 | D     | Wade Bergman            | Canada Duitsland   |
| 4  | D     | Henry Haase             | Duitsland          |
| 2  | D     | Braden Lamb             | Canada             |
| 28 | D     | John Rogl               | Duitsland          |
| 93 | D     | Simon Sezemsky          | Duitsland          |
| 29 | D     | Lion Stange             | Duitsland          |
| 74 | D     | Philipp Stobbe          | Duitsland          |
| 13 | D     | Steffen Tölzer          | Duitsland          |
| 22 | D     | Scott Valentine         | Canada             |
| 44 | F     | Michael Clarke          | Canada Duitsland   |
| 14 | F     | Magnus Eisenmenger      | Duitsland          |
| 41 | F     | Maximilian Eisenmenger  | Duitsland          |
| 77 | F     | Jaroslav Hafenrichter   | Tsjechië Duitsland |
| 17 | F     | Thomas Holzmann         | Duitsland          |
| 18 | F     | Samir Kharboutli        | Tsjechië Duitsland |
| 63 | F     | Alex Lambacher          | Italië Duitsland   |
| 19 | F     | Andrew LeBlanc          | Verenigde Staten   |
| 52 | F     | Dennis Miller           | Duitsland          |
| 11 | F     | Adam Payerl             | Canada             |
| 6  | F     | Marco Sternheimer       | Duitsland          |
| 21 | F     | David Stieler           | Tsjechië Duitsland |
| 24 | F     | Thomas Jordan Trevelyan | Canada Duitsland   |